# 2009-es FIFA-klubvilágbajnokság
A 2009-es FIFA-klubvilágbajnokság a klubvilágbajnokság hatodik kiírása, melyet 2009. december 9. és december 19. között rendeztek meg az egyesült arab emírségekbeli Abu-Dzabi két stadionjában. A torna házigazdája a 2008–2009-es egyesült arab emírségekbeli első osztályú labdarúgó-bajnokság győztese volt.

## Részt vevő csapatok
| Csapat                       | Konföderáció | Kvalifikáció módja                                                      |
| ---------------------------- | ------------ | ----------------------------------------------------------------------- |
| Az elődöntőben csatlakozik   |              |                                                                         |
| Barcelona                    | UEFA         | A 2008–2009-es UEFA-bajnokok ligája győztese                            |
| Estudiantes                  | CONMEBOL     | A 2009-es Copa Libertadores győztese                                    |
| A negyeddöntőben csatlakozik |              |                                                                         |
| Atlante                      | CONCACAF     | A 2009-es CONCACAF-bajnokok ligája győztese                             |
| Phohang Steelers             | AFC          | A 2009-es AFC-bajnokok ligája győztese                                  |
| TP Mazembe                   | CAF          | A 2009-es CAF-bajnokok ligája győztese                                  |
| A selejtezőben csatlakozott  |              |                                                                         |
| Al-Ahli                      | Házigazda    | A 2008–2009-es egyesült arab emírségekbeli labdarúgó-bajnokság győztese |
| Auckland City                | OFC          | A 2008–2009-es OFC-bajnokok ligája győztese                             |

## Helyszínek
Abu-Dzabi városa volt a házigazdája az eseménynek.
| Abu-Dzabi                  | Abu-Dzabi                |
| -------------------------- | ------------------------ |
| Mohammed Bin Zayed Stadion | Sheikh Zayed Stadion     |
| Befogadóképesség: 42 056   | Befogadóképesség: 49 500 |
|                            |                          |

## Keretek
Minden induló csapatnak 2009. október 29-éig le kellett adnia egy úgynevezett előzetes listát, mely harminc játékos (akik közül legalább három kapus) és legfeljebb huszonkét hivatalos személy nevét tartalmazta.
A tornára összesen huszonhárom játékos volt nevezhető (akik közül háromnak kapusnak kellett lennie). E huszonhárom játékosnak rajta kellett lennie az előzetes listán. A nevezési határidő 2009. november 25. volt.
Súlyos sérülés esetén lehetőség volt cserére (az új játékosnak is rajta kell lennie az előzetes listán), azonban a cserét legkésőbb a csapat első mérkőzésének kezdete előtt 24 órával be kellett jelenteni.

## Játékvezetők
A torna nyolc mérkőzését az alábbi hét játékvezető és asszisztensei vezették.
| Játékvezető      | Asszisztensei     | Asszisztensei | Asszisztensei          | Konföderáció |
| ---------------- | ----------------- | ------------- | ---------------------- | ------------ |
| Coffi Codjia     | Alexis Fassinou   | és            | Desire Gahungu         | CAF          |
| Matthew Breeze   | Jason Power       | és            | Ben Wilson             | AFC          |
| Ravshan Ermatov  | Rafael Ilyasov    | és            | Abdukhamidullo Rasulov | AFC          |
| Roberto Rosetti  | Stefano Ayroldi   | és            | Cristiano Copelli      | UEFA         |
| Benito Archundia | Marvin Torrentera | és            | Héctor Vergara         | CONCACAF     |
| Peter O’Leary    | Brent Best        | és            | Matthew Taro           | OFC          |
| Carlos Simon     | Roberto Braatz    | és            | Altemir Hausmann       | CONMEBOL     |

## Mérkőzések
A sorsolást 2009. november 12-én tartották Abu-Dzabiban.
A mérkőzéseket az egyenes kieséses rendszernek megfelelő szabályok szerint játszották, azaz, ha a rendes játékidő után döntetlen volt az eredmény, kétszer tizenöt perces hosszabbítás következett. Ha ez után sem volt győztes, akkor büntetőpárbajban dőlt el a mérkőzés sorsa. Ez alól az ötödik- illetve a harmadik helyért játszott mérkőzések voltak kivételek, ugyanis ezeken nem volt hosszabbítás, azonnal büntetőpárbaj következett.

### Ágrajz
|  |                          |                          |                          |                          |                          |                          |                          |                          |                          |             |           |           |           |  |  |                          |                          |                          |
|  | Selejtező                | Selejtező                | Selejtező                |                          |                          | Negyeddöntők             | Negyeddöntők             | Negyeddöntők             |                          |             | Elődöntők | Elődöntők | Elődöntők |  |  | Döntő                    | Döntő                    | Döntő                    |
|  | Selejtező                | Selejtező                | Selejtező                |                          |                          | Negyeddöntők             | Negyeddöntők             | Negyeddöntők             |                          |             | Elődöntők | Elődöntők | Elődöntők |  |  | Döntő                    | Döntő                    | Döntő                    |
|  | december 9. – Abu-Dzabi  | december 9. – Abu-Dzabi  | december 9. – Abu-Dzabi  | december 12. – Abu-Dzabi | december 12. – Abu-Dzabi | december 12. – Abu-Dzabi | december 16. – Abu-Dzabi | december 16. – Abu-Dzabi | december 16. – Abu-Dzabi |             |           |           |           |  |  |                          |                          |                          |
|  | december 9. – Abu-Dzabi  | december 9. – Abu-Dzabi  | december 9. – Abu-Dzabi  | december 12. – Abu-Dzabi | december 12. – Abu-Dzabi | december 12. – Abu-Dzabi | december 16. – Abu-Dzabi | december 16. – Abu-Dzabi | december 16. – Abu-Dzabi |             |           |           |           |  |  |                          |                          |                          |
|  | Al-Ahli                  | Al-Ahli                  | 0                        | Auckland City            | Auckland City            | 0                        | Atlante                  | Atlante                  | 1                        |             |           |           |           |  |  |                          |                          |                          |
|  | Al-Ahli                  | Al-Ahli                  | 0                        | Auckland City            | Auckland City            | 0                        | Atlante                  | Atlante                  | 1                        |             |           |           |           |  |  |                          |                          |                          |
|  | Auckland City            | Auckland City            | 2                        |                          |                          | Atlante                  | Atlante                  | 3                        |                          |             | Barcelona | Barcelona | 3         |  |  | december 19. – Abu-Dzabi | december 19. – Abu-Dzabi | december 19. – Abu-Dzabi |
|  | Auckland City            | Auckland City            | 2                        |                          |                          | Atlante                  | Atlante                  | 3                        |                          |             | Barcelona | Barcelona | 3         |  |  | december 19. – Abu-Dzabi | december 19. – Abu-Dzabi | december 19. – Abu-Dzabi |
|  |                          |                          |                          |                          |                          |                          |                          |                          |                          | Barcelona   | Barcelona | 2         |           |  |  |                          |                          |                          |
|  |                          |                          |                          |                          |                          |                          |                          |                          |                          | Barcelona   | Barcelona | 2         |           |  |  |                          |                          |                          |
|  | december 11. – Abu-Dzabi | december 11. – Abu-Dzabi | december 11. – Abu-Dzabi | december 15. – Abu-Dzabi | december 15. – Abu-Dzabi | december 15. – Abu-Dzabi |                          |                          | Estudiantes              | Estudiantes | 1         |           |           |  |  |                          |                          |                          |
|  | december 11. – Abu-Dzabi | december 11. – Abu-Dzabi | december 11. – Abu-Dzabi | december 15. – Abu-Dzabi | december 15. – Abu-Dzabi | december 15. – Abu-Dzabi |                          |                          | Estudiantes              | Estudiantes | 1         |           |           |  |  |                          |                          |                          |
|  | TP Mazembe               | TP Mazembe               | 1                        | Phohang Steelers         | Phohang Steelers         | 1                        |                          |                          |                          |             |           |           |           |  |  |                          |                          |                          |
|  | TP Mazembe               | TP Mazembe               | 1                        | Phohang Steelers         | Phohang Steelers         | 1                        |                          |                          |                          |             |           |           |           |  |  |                          |                          |                          |
|  | Phohang Steelers         | Phohang Steelers         | 2                        |                          |                          | Estudiantes              | Estudiantes              | 2                        |                          |             |           |           |           |  |  |                          |                          |                          |
|  | Phohang Steelers         | Phohang Steelers         | 2                        |                          |                          | Estudiantes              | Estudiantes              | 2                        |                          |             |           |           |           |  |  |                          |                          |                          |
|  |                          |                          |                          |                          |                          |                          |                          |                          |                          |             |           |           |           |  |  |                          |                          |                          |
|  |                          |                          |                          |                          |                          |                          |                          |                          |                          |             |           |           |           |  |  |                          |                          |                          |
|  | Az 5. helyért            | Az 5. helyért            | Az 5. helyért            | Bronzmérkőzés            | Bronzmérkőzés            | Bronzmérkőzés            |                          |                          |                          |             |           |           |           |  |  |                          |                          |                          |
|  | Az 5. helyért            | Az 5. helyért            | Az 5. helyért            | Bronzmérkőzés            | Bronzmérkőzés            | Bronzmérkőzés            |                          |                          |                          |             |           |           |           |  |  |                          |                          |                          |
|  | december 16. – Abu-Dzabi | december 16. – Abu-Dzabi | december 16. – Abu-Dzabi | december 19. – Abu-Dzabi | december 19. – Abu-Dzabi | december 19. – Abu-Dzabi |                          |                          |                          |             |           |           |           |  |  |                          |                          |                          |
|  | december 16. – Abu-Dzabi | december 16. – Abu-Dzabi | december 16. – Abu-Dzabi | december 19. – Abu-Dzabi | december 19. – Abu-Dzabi | december 19. – Abu-Dzabi |                          |                          |                          |             |           |           |           |  |  |                          |                          |                          |
|  | TP Mazembe               | TP Mazembe               | 2                        | Atlante                  | Atlante                  | 1 (3)                    |                          |                          |                          |             |           |           |           |  |  |                          |                          |                          |
|  | TP Mazembe               | TP Mazembe               | 2                        | Atlante                  | Atlante                  | 1 (3)                    |                          |                          |                          |             |           |           |           |  |  |                          |                          |                          |
|  | Auckland City            | Auckland City            | 3                        | Phohang Steelers         | Phohang Steelers         | 1 (4)                    |                          |                          |                          |             |           |           |           |  |  |                          |                          |                          |
|  | Auckland City            | Auckland City            | 3                        | Phohang Steelers         | Phohang Steelers         | 1 (4)                    |                          |                          |                          |             |           |           |           |  |  |                          |                          |                          |

Minden időpont a helyi (UTC+4) időzóna szerint van feltöntetve

### Selejtező
| 2009. december 9. 20:00 |

| Al-Ahli | 0–2               | Auckland City             |
| ------- | ----------------- | ------------------------- |
|         | (0–1) Jegyzőkönyv | Dickinson 45' Coombes 67' |

| Mohammed Bin Zayed Stadion, Abu-Dzabi Nézőszám: 14 856 Játékvezető: Carlos Simon (brazil) |

### Negyeddöntők
| 2009. december 11. 20:00 |

| TP Mazembe | 1–2               | Phohang Steelers |
| ---------- | ----------------- | ---------------- |
| Bedi 28'   | (1–0) Jegyzőkönyv | Denilson 50' 78' |

| Mohammed Bin Zayed Stadion, Abu-Dzabi Nézőszám: 9 627 Játékvezető: Peter O'Leary (új-zélandi) |

----
| 2009. december 12. 20:00 |

| Auckland City | 0–3               | Atlante                              |
| ------------- | ----------------- | ------------------------------------ |
|               | (0–1) Jegyzőkönyv | Arreola 36' Bermúdez 69' Silva 90+1' |

| Sheikh Zayed Stadion, Abu-Dzabi Nézőszám: 7 222 Játékvezető: Coffi Codjia (benini) |

### Elődöntők
| 2009. december 15. 20:00 |

| Phohang Steelers                                  | 1–2               | Estudiantes       |
| ------------------------------------------------- | ----------------- | ----------------- |
| Denilson 71' Hvang 12′, 56′ Kim 20′, 72′ Szin 77′ | (0–1) Jegyzőkönyv | Benítez 45+2' 53' |

| Mohammed Bin Zayed Stadion, Abu-Dzabi Nézőszám: 22 626 Játékvezető: Roberto Rosetti (olasz) |

----
| 2009. december 16. 20:00 |

| Atlante  | 1–3               | Barcelona                        |
| -------- | ----------------- | -------------------------------- |
| Rojas 4' | (1–1) Jegyzőkönyv | Busquets 35' Messi 54' Pedro 67' |

| Sheikh Zayed Stadion, Abu-Dzabi Nézőszám: 40 955 Játékvezető: Carlos Simon (brazil) |

### Helyosztók

#### 5. helyért
| 2009. december 16. 17:00 |

| TP Mazembe                           | 2–3               | Auckland City                   |
| ------------------------------------ | ----------------- | ------------------------------- |
| Kasongo 60' Kasusula 67' Kidiaba 24′ | (0–1) Jegyzőkönyv | Hayne 29' 72' Van Steeden 90+4' |

| Sheikh Zayed Stadion, Abu-Dzabi Nézőszám: 4 200 Játékvezető: Benito Archundia (mexikói) |

#### Bronzmérkőzés
| 2009. december 19. 17:00 |

| Phohang Steelers                                             | 1–1 (h. u.)       | Atlante                            |
| ------------------------------------------------------------ | ----------------- | ---------------------------------- |
| Denilson 42'                                                 | (1–0) Jegyzőkönyv | Márquez 46'                        |
| Büntetőpárbaj                                                |                   |                                    |
| No Pjongdzsun Denilson Szin Hjongmin Pak Hicshol Kim Hjongil | 4–3               | Solari Márquez Peralta Silva Vilar |

| Sheikh Zayed Stadion, Abu-Dzabi Nézőszám: 13 814 Játékvezető: Matthew Breeze (ausztrál) |

#### Döntő
| 2009. december 19. 20:00 |

| Estudiantes | 1–2 (h. u.)                 | Barcelona            |
| ----------- | --------------------------- | -------------------- |
| Boselli 37' | (1–0, 1–1, 1–1) Jegyzőkönyv | Pedro 89' Messi 110' |

| Sheikh Zayed Stadion, Abu-Dzabi Nézőszám: 43 050 Játékvezető: Benito Archundia (mexikói) |

## Statisztikák

### Végső sorrend
A tornán minden pozícióért játszottak helyosztót, kivétel ez alól a hetedik hely volt, ahol az a csapat végzett, amelyik a selejtezőn kiesett. A torna során büntetőpárbajjal véget ért mérkőzés végeredménye hivatalosan döntetlennek minősült.
| Helyezés | Csapat           | M | Gy | D | V | Rg | Kg | Gk | P |
| -------- | ---------------- | - | -- | - | - | -- | -- | -- | - |
|          | Barcelona        | 2 | 2  | 0 | 0 | 5  | 2  | +3 | 6 |
|          | Estudiantes      | 2 | 1  | 0 | 1 | 3  | 3  | 0  | 3 |
|          | Phohang Steelers | 3 | 1  | 1 | 1 | 4  | 4  | 0  | 4 |
| 4.       | Atlante          | 3 | 1  | 1 | 1 | 5  | 4  | +1 | 4 |
| 5.       | Auckland City    | 3 | 2  | 0 | 1 | 5  | 5  | 0  | 6 |
| 6.       | TP Mazembe       | 2 | 0  | 0 | 2 | 3  | 5  | –2 | 0 |
| 7.       | Al-Ahli          | 1 | 0  | 0 | 1 | 0  | 2  | –2 | 0 |

### Góllövőlista
| 4 gólos - Denilson (Phohang Steelers) 2 gólos - Leandro Benítez (Estudiantes) - Jason Hayne (Auckland City) - Lionel Messi (Barcelona) - Pedro (Barcelona) 1 gólos - Daniel Arreola (Atlante) - Mbenza Bedi (TP Mazembe) - Christian Bermúdez (Atlante) | 1 gólos (folytatás) - Sergio Busquets (Barcelona) - Mauro Boselli (Estudiantes) - Chad Coombes (Auckland City) - Adam Dickinson (Auckland City) - Ngandu Kasongo (Mazembe) - Kilitcho Kasusula (Mazembe) - Rafael Márquez Lugo (Atlante) - Guillermo Rojas (Atlante) - Silva (Atlante) - Riki Van Steeden (Auckland City) |